# Корвін (Огайо)
Корвін (англ. Corwin) — селище (англ. village) в США, в окрузі Воррен штату Огайо. Населення — 484 особи (2020).

## Географія
Корвін розташований за координатами 39°31′29″ пн. ш. 84°4′4″ зх. д. / 39.52472° пн. ш. 84.06778° зх. д. (39.524849, -84.067737).  За даними Бюро перепису населення США в 2010 році селище мало площу 0,89 км², уся площа — суходіл.

## Демографія
Згідно з переписом 2010 року, у селищі мешкала 421 особа в 177 домогосподарствах у складі 131 родини. Густота населення становила 471 особа/км².  Було 190 помешкань (213/км²).
Расовий склад населення:
| - 98,8 % — білих - 1,2 % — осіб інших рас |

До двох чи більше рас належало 0,0 %. Частка іспаномовних становила 1,9 % від усіх жителів.
За віковим діапазоном населення розподілялося таким чином: 21,1 % — особи молодші 18 років, 61,1 % — особи у віці 18—64 років, 17,8 % — особи у віці 65 років та старші. Медіана віку мешканця становила 42,6 року. На 100 осіб жіночої статі у селищі припадало 117,0 чоловіків;  на 100 жінок у віці від 18 років та старших — 108,8 чоловіків також старших 18 років.
Середній дохід на одне домашнє господарство  становив 67 576 доларів США (медіана — 57 083), а середній дохід на одну сім'ю — 76 463 долари (медіана — 70 625). За межею бідності перебувало 4,3 % осіб, у тому числі 1,5 % дітей у віці до 18 років та 2,1 % осіб у віці 65 років та старших.
Цивільне працевлаштоване населення становило 249 осіб. Основні галузі зайнятості: освіта, охорона здоров'я та соціальна допомога — 26,1 %, науковці, спеціалісти, менеджери — 15,3 %, виробництво — 12,4 %, роздрібна торгівля — 9,6 %.